# 特克斯與凱科斯群島足球協會
特克斯和凱科斯群島足球協會是專門管轄特克斯和凱科斯群島足球事務的組織。特克斯和凱科斯群島足球協會成立於1996年，並在1998年加入國際足協。此外，它還是中北美洲及加勒比海足球協會和加勒比海足球聯盟的成員之一。

## 外部連結
- 官方網頁
- 國際足協網頁 （页面存档备份，存于）